# Квятковиці-Ляс
Квятковиці-Ляс (пол. Kwiatkowice-Las) — село в Польщі, у гміні Водзеради Ласького повіту Лодзинського воєводства.
У 1975-1998 роках село належало до Серадзького воєводства.